# Liebeneck
Liebenec (též Tůně) je zaniklý hrad u stejnojmenné vesnice nedaleko Pomezí nad Ohří v okrese Cheb. Nachází se na terénní hraně nad vodní nádrží Skalka v nadmořské výšce asi 450 m. Dochovaly se z něj pouze terénní relikty opevnění. Od roku 1963 je chráněn jako kulturní památka.

## Historie
Hrad založila pravděpodobně chebská rodina Parsberků, která je v roce 1346 společně s Junckery uváděna jako držitel hradu. Traduje se, že v letech 1462 a 1467 byl hrad i s vesnicí dobyt a zničen, ale neexistuje pramen, který by takové tvrzení podporoval. V 16. století hrad vlastnily různé rodiny chebských měšťanů. V roce 1579 to byli Vischerové, kteří však sídlili ve vesnici na tvrzi zmíněné poprvé v roce 1507 a hrad již zřejmě nebyl obýván. Město Cheb nechalo přestavět zříceninu na hospodářský objekt, který zanikl při požáru v roce 1845.

## Stavební podoba
Nejvýraznějším zbytkem hradu je polookrouhlý, částečně přírodní příkop, který chrání hradní jádro. V něm se nacházelo obdélné nádvoří ze tří stran obklopené palácovými křídly, jejichž půdorys pravděpodobně kopírovaly hospodářské budovy z 18. století a kterým patří přítomné destrukce zdiva.

## Přístup
Zbytky hradu jsou volně přístupné.